# Договор перевозки
Договор перевозки — договор, предметом которого является оказание услуг по перевозке грузов, багажа или людей.
Кодексы, иные законы, транспортные уставы и издаваемые в соответствии с ними правила определяют общие условия перевозки грузов, багажа и людей.
Конкретные условия перевозки грузов, пассажиров и багажа отдельными видами транспорта, а также ответственность сторон по этим перевозкам определяются соглашением сторон, если Гражданским кодексом, транспортными уставами и кодексами, иными законами и издаваемыми в соответствии с ними правилами не установлено иное. Перевозка грузов, пассажиров и багажа разными видами транспорта по единому транспортному документу называется прямое смешанное сообщение.

## Договор перевозки груза
В соответствии со статьёй 785 Гражданского кодекса договор перевозки груза включает следующие положения:
1. По договору перевозки груза перевозчик обязуется доставить вверенный ему отправителем груз в пункт назначения и выдать его управомоченному на получение груза лицу (получателю), а отправитель обязуется уплатить за перевозку груза установленную плату.
2. Заключение договора перевозки груза подтверждается составлением и выдачей отправителю груза транспортной накладной (коносамента или иного документа на груз, предусмотренного соответствующим транспортным уставом или кодексом).

## Погрузка и выгрузка груза
Погрузка (выгрузка) груза осуществляется либо транспортной организацией, либо отправителем (получателем) в порядке, предусмотренном договором, с соблюдением тех положений, которые установлены транспортными уставами и кодексами и издаваемыми в соответствии с ними правилами.
Если погрузка или выгрузка груза осуществляется силами и средствами отправителя или получателя (груза), погрузка (выгрузка) должна производиться в сроки, предусмотренные договором, если такие сроки не установлены транспортными уставами и кодексами и издаваемыми в соответствии с ними правилами.

## Договор перевозки пассажира и багажа
В соответствии со статьёй 786 Гражданского кодекса договор перевозки пассажира включает следующие положения:
1. По договору перевозки пассажира перевозчик обязуется перевезти пассажира в пункт назначения, а в случае сдачи пассажиром багажа также доставить багаж в пункт назначения и выдать его управомоченному на получение багажа лицу; пассажир обязуется уплатить установленную плату за проезд, а при сдаче багажа и за провоз багажа.
2. Заключение договора перевозки пассажира удостоверяется билетом, а сдача пассажиром багажа багажной квитанцией.

Формы билета и багажной квитанции устанавливаются в порядке, предусмотренном транспортными уставами и кодексами.
1. Пассажир имеет право в порядке, предусмотренном соответствующим транспортным уставом или кодексом:
  - перевозить с собой детей бесплатно или на иных льготных условиях;
  - провозить с собой бесплатно ручную кладь в пределах установленных норм;
  - сдавать к перевозке багаж за плату по тарифу.

Договор перевозки пассажиров общественным транспортом носит публичный характер.

### Договор воздушной перевозки
Договор воздушной перевозки пассажира — в соответствии с воздушным законодательством РФ, договор, в котором перевозчик обязуется перевезти пассажира воздушного судна в пункт назначения с предоставлением ему места на воздушном судне, совершающем рейс, указанный в билете, а при перевозке пассажиром багажа — доставить его багаж в пункт назначения и выдать пассажиру или уполномоченному на получение багажа лицу. Срок доставки пассажира и багажа устанавливается перевозчиком, но в случае вынужденного изменения договора пассажиром (например, отмены рейса перевозчиком или болезни пассажира), обязательство перевозчика действует бессрочно вплоть до завершения перевозки пассажира в пункт назначения.
Согласно Воздушному кодексу РФ пассажир воздушного судна обязуется оплатить воздушную перевозку багажа сверх установленной перевозчиком нормы бесплатного провоза багажа. Договор воздушной перевозки пассажира удостоверяется билетом и багажной квитанцией. Внешний вид (форма) билета и багажной квитанции устанавливаются специально уполномоченным государственным органом в области гражданской авиации.